# جورج موسو
جورج موسو (بالإنجليزية: George Musso)‏ هو لاعب كرة قدم أمريكية وسياسي أمريكي، ولد في 8 أبريل 1910 في الولايات المتحدة، وتوفي في 5 سبتمبر 2000 في نفس البلد.

## روابط خارجية
- جورج موسو على موقع مرجع كرة القدم المحترفة.كوم (الإنجليزية)